# Nový Hradec Králové
Nový Hradec Králové – część miasta ustawowego Hradec Králové. Znajduje się w południowej i wschodniej części miasta od centrum. Mieszka tutaj na stałe około 24 000 osób.